# والتر كيرشاو
والتر كيرشاو (بالإنجليزية: Walter Kershaw)‏ هو رسام بريطاني، ولد في 7 ديسمبر 1940 في روتشديل في المملكة المتحدة.